# Macrocentrus maximiliani
Macrocentrus maximiliani är en stekelart som beskrevs av Haeselbarth 1994. Macrocentrus maximiliani ingår i släktet Macrocentrus och familjen bracksteklar. Inga underarter finns listade i Catalogue of Life.